# Вірмени в Норвегії
Вірмени в Норвегії — національна меншість вірмен, що проживають на території Норвегії, яка налічує 1-2 тисячі осіб. Більшість представників діаспори прибули до країни із держав Середнього Сходу, проте за останні роки кількість іммігрантів із самої Вірменії зростає. Представники вірменської меншості, в основному, проживають у столиці країни, місті Осло. Переважна частина вірмен належать до Вірменської апостольської церкви під юрисдикцією Престолу Святого Ечміадзіна, хоча є невелика кількість прихожан Вірменської католицької церкви.